# Septentriopora
Septentriopora is een mosdiertjesgeslacht uit de familie van de Calloporidae en de orde Cheilostomatida. De wetenschappelijke naam ervan werd in 2006 voor het eerst geldig gepubliceerd door Kuklinski & Taylor.

## Soorten
- Septentriopora denisenkoae Kuklinski & Taylor, 2006
- Septentriopora karasi Kuklinski & Taylor, 2006
- Septentriopora nigrans (Hincks, 1882)